# Џон Милодраговић
Џон Р. Милодраговић (енгл. John R. Milodragovich; Бјут, 1918 − Мизула, 1997) је био амерички обавештајац српског порекла, припадник Канцеларије за стратешке услуге и учесник савезничке мисије у штабу генерала Драгољуба Драже Михаиловића током Другог светског рата.

## Биографија

### Младост и образовање
Ристо Милодраговић је напустио Врањску код Билеће и потражио нови живот у Сједињеним Америчким Државама. На почетку Балканских ратова, долази у Краљевину Србију као добровољац. Потом се вратио у САД и оженио Станом Дурковић, са којом је добио петоро деце, синове Јована, Роберта, Николу и Илију, као и кћерку Милену.
Јован или Џон Милидраговић се родио 1918. године у Бјуту (савезна држава Монтана). Ту је завршио основну и средњу школу, да би се уписао на студије шумарства.
До почетка Другог светског рата, радио је у Министарству пољопривреде.

### Други светски рат
Од 1941. до 1943. године је служио као артиљеријски поручник Обалске страже. Тада је преузет у Канцеларију за стратешке услуге, где завршава падобранску и обавештајну обуку.
Маја 1944. године је премештен у савезничку ваздухопловну базу у Барију. Именован је за заменика шефа мисије Ренџер, на чијем се челу налазио пуковник Роберт Макдауел.
Крајем августа 1944. године, Милодраговић се падобраном спустио на територију окупиране Краљевине Југославије, заједно са осталим члановима мисије на челу са Макдауелом. Заједно са њима су дошли поручник Мајкл Рајачић и редов прве класе Мајк Дивјак. Један од задатака мисије био је да утврде да ли Југословенска војска у Отаџбини сарађује са немачким и другим окупационим снагама. У пратњи штаба генерала Михаиловића су остали до 1. новембра 1944. године, када су узлетели са аеродрома код Бољанића на Озрену, након што их је команда повукла. Милодраговић је 28. новембра 1944. године поднео извештај:
Током боравка међу четницима, и на линији фронта и у позадини, обратио сам посебну пажњу на евентуалну колаборацију између четника и њемачких снага. Морам недвосмислено рећи да никакву сарадњу између четника и Њемаца нисам уочио. Напротив, видио сам ватрену мржњу према нацистима код свих људи које сам срео током  мисије у Југославији!
У Италији је наставио обавештајни рад на пољу пружања помоћи у организовању покрета отпора. Лакше је рањен крајем 1944. године, па је пребачен на лечење у Фиренцу. Тамо је упознао учитељицу и студенткињу филологије Даринку Миловић, стару 22 године, пореклом са Цетиња. Венчали су се 1945. године, најпре у католичкој цркви, а касније у цркви Свете Тројице у Бјуту. Добили су сина Мајкла и кћерку Мишел.

### Послератни живот
Пошто је демобилисан, Милодраговић је наставио посао у шумарству у Монтани. По пензионисању, живео је са породицом у Мизулу. Ту је умро 1997. године.

## Одликовања
- Легија за заслуге.[3]